# III конная когорта римских граждан аквитанов
III конная когорта римских граждан аквитанов (лат. Cohors III Aquitanorum equitata civium Romanorum) — вспомогательное подразделение армии Древнего Рима.
Данное подразделение было основано в правление императора Октавиана Августа из жителей Аквитании в период после 26 года до н. э. По другой версии, его основание произошло при императоре Клавдии, чтобы заменить части, переброшенные в недавно присоединенную Британию. Когорта впервые появляется в датируемой эпиграфической надписи в Верхней Германии в 74 году. Она базировалась в этой провинции на протяжении всего зафиксированного в источниках существования. Последняя датируемая надпись с упоминанием когорты нанесена на алтарь и относится к периоду 244—249 годов. Надписи подразделения были найдены в следующих римских крепостях: Эхзелл; Неккарбюркен; Обенбург; Эхринген; Остербюркен; Штокштадт-на-Майне; Вимпфен.
Когорта имеет название «civium Romanorum». Этим почетным титулом император обычно награждал воинские подразделения за проявленную доблесть. Награда включала в себя предоставление римского гражданства всем бойцам когорты, но не для последующих новобранцев. Подразделение, однако, сохраняет престижный титул на неограниченный срок. Известны имена одного префекта когорты, одного центуриона, трех декурионов, одного военного врача и солдата.